# Крест «13-го мая 1919»
Крест «13-го мая 1919» был учреждён 10 июля 1919 года для награждения участников майского наступления Отдельного корпуса Северной армии генерала Родзянко.

## История
13 мая белогвардейцы, создав трёхкратный перевес сил в острие своего удара, прорвали под Нарвой фронт 7-й армии РККА и движением в обход Ямбурга принудили красных к отступлению. 15 мая белыми был взят Гдов, 17 мая — Ямбург, 25 мая РККА оставила Псков. 28 мая белые вышли на подступы к Гатчине, в начале июня — к Ропше, Ораниенбауму и форту «Красная Горка». Но взять их белым так и не удалось. 19 июня Северный корпус был переименован в Северную армию.
Красным пришлось перебросить резервы под Петроград, доведя численность своей группировки, действовавшей на Западном фронте, до 40 тысяч штыков и сабель. 1 июля Северная армия была переименована в Северо-Западную армию. 1 августа красные перешли в контрнаступление. В ходе тяжёлых боев они овладели Ямбургом 5 августа и оттеснили части Северо-Западной армии за реку Лугу. 26 августа красные войска в результате упорных боёв овладели Псковом.

## Описание
Награда представляет собой позолоченный белый эмалевый крест с одинаковыми сторонами по 39 мм. Вдоль поперечных сторон славянской вязью выгравировано: «13 мая 1919». Награда носилась на круглой розетке национальных цветов. Крепился винтом.